# Analcidometra
Analcidometra is een geslacht van haarsterren uit de familie Colobometridae.

## Soort
- Analcidometra armata (Pourtalès, 1869)